# Mutkalampi
Mutkalampi är en sjö i Finland. Den ligger i kommunen Sievi i landskapet Norra Österbotten, i den centrala delen av landet, 400 km norr om huvudstaden Helsingfors. Mutkalampi ligger 127,1 meter över havet. Arean är 19,2 hektar och strandlinjen är 3 kilometer lång. Sjön  ingår i Kalajoki älvs huvudavrinningsområde.   I omgivningarna runt Mutkalampi växer i huvudsak blandskog.